# 이와사 나오지

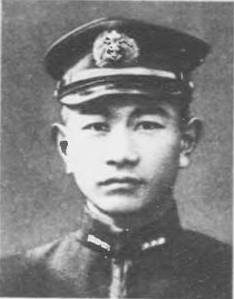
이와사 나오지 중령

이와사 나오지(일본어: 岩佐直治 1915년 5월 6일 ~ 1941년 12월 8일)은 일본 제국의 해군군인이다. 군마현 마에바시시 출신으로, 마에바시 중학(현 군마현립마에바시 고교)및 해군병학교 65기생이다.
1941년 12월 8일(현지시간으론 12월 7일), 부하인 병조(兵曹) 1명과 함께 특수잠수정에 의한 진주만 공격으로 미 해군함정의 공격을 입안했다.  그러나 초계에 발각되어 최후까지의 전투 중 전사했다. 향년 26세.
사후 2계급 특진하여 해군중좌가 되었으며, "군신 이와사 중좌"라고 불리며, 전국적으로 유명해졌다. 이에 당시 일본 수상이었던 도조 히데키 수상이 이와사의 집을 방문했을 정도라 한다. 사후, 마에바시에 있는 松竹院에 묘가 건립되었다. 또 "군신 이와사 중좌"라는 악곡이 작곡되기도 했다